# グレッチェン・ウォルシュ
グレッチェン・クレア・ウォルシュ（Gretchen Claire Walsh, 2003年1月29日 - ）は、アメリカ合衆国テネシー州ナッシュビル出身のアメリカ人女子競泳選手。長水路3種目・短水路6種目の世界記録保持者。

## 経歴
2023年世界水泳選手権では400mメドレーリレーで金メダル、400mフリーリレーで銀メダル、50mバタフライで銅メダルを獲得した。
2024年パリオリンピックでは400mメドレーリレーと男女混合400mメドレーリレーで2冠を達成し、100mバタフライと400mフリーリレーで銀メダルを獲得した。
2024年世界短水路選手権では50m自由形・100m自由形・50mバタフライ・100mバタフライ・100m個人メドレー・400mフリーリレー・400mメドレーリレーで7冠を達成し、1つの大会では史上最多となる11度の世界新記録を樹立した。